# Gesamtheit
Eine Gesamtheit liegt dann vor, wenn alle zu betrachtenden Objekte in ihrer Menge als Einheit angesehen werden.

## Abgrenzung und Allgemeines
Der Duden beschreibt den Begriff als:
„Menge aller Personen, Dinge, Vorgänge, Erscheinungen, die aufgrund von bestimmten übereinstimmenden Eigenschaften, Merkmalen, Bedingungen u. Ä. zusammengehören“.
Duden unterteilt das Wort weiterhin einmal in die allgemeine Gesamtheit (alle, allesamt, sämtlich) und einmal in die Gesamtheit bezogen auf das Volk (Bevölkerung, Masse, Population).
Gesamtheit kann mit dem Begriff der Totalität, der  „Allheit des Vielen in Einem“, gleichgesetzt werden.
Weitere verwandte Wörter sind Ganzheit und Vollständigkeit.
Eine andere Möglichkeit besteht darin, das dazugehörige Adjektiv gesamt durch ganz zu ersetzen. Es bedeutet heil, unverletzt und vollständig. Jedoch ist hier zu differenzieren, da sich ganz meist auf die Vollständigkeit eines Objekts bezieht, während gesamt die Vereinigung mehrerer Objekte beschreibt.
Beispiel:
Fauna (Tierwelt) ist die Gesamtheit aller Tiere in einem Gebiet.
Bedeutet: Geht man der Definition nach, so spricht man genau dann von Fauna, wenn alle Tiere in diesem Gebiet, und zwar nicht als Einzelobjekte, sondern als (zusammenhängende) Einheit, angesehen werden.
Kant spricht im Weiteren vom „Weltbegriff überhaupt“.

## Nachweise
1. ↑  Gesamtheit – Duden, 2018
2. ↑  „Dieses dialektische Ganze von Allgemeinheit, Besonderheit und Einzelheit erweist sich nun als Einheit auseinanderstrebender Kräfte.“ (Max Horkheimer: Allgemeiner Teil. In: Studien über Autorität und Familie. Forschungsberichte aus dem Institut für Sozialforschung. Librairie Félix Alcan Paris 1936, S. 75f; vgl. G.W.F. Hegel: Enzyklopädie der philosophischen Wissenschaften im Grundrisse. §164)
3. ↑  Immanuel Kant: Von der Form der Sinnen- und Verstandeswelt und ihren Gründen; In: Schriften zur Metaphysik und Logik 1; Werkausgabe, herausgegeben von Wilhelm Weischedel; Band 5; suhrkamp taschenbuch wissenschaft 188; ISBN 3-518-27788-X, S. 13 und Folgende